# Philophylla indica
Philophylla indica är en tvåvingeart som beskrevs av Albany Hancock och Drew 1994. Philophylla indica ingår i släktet Philophylla och familjen borrflugor. Inga underarter finns listade i Catalogue of Life.